# Malik Nabers
Malik Nabers (Youngsville, 28 luglio 2003) è un giocatore di football americano statunitense che milita nel ruolo di wide receiver per i New York Giants della NFL.

## Carriera universitaria
Nella sua prima stagione a LSU nel 2021, Nabers disputò 11 partite, di cui 6 come titolare, facendo registrare 28 ricezioni per 417 yard e 4 touchdown. Nel 2022 divenne stabilmente titolare e nel 2023 fu nominato unanimemente All-American e inserito nella formazione ideale della Southeastern Conference dopo avere guidato la NCAA con 1.569 yard ricevute. A fine anno si dichiarò eleggibile per il Draft NFL 2024, lasciando i Tigers come leader di tutti i tempi dell'istituto con 3.003 yard ricevute.

## Carriera professionistica

### New York Giants
Nabers era considerato dagli analisti uno dei migliori wide receiver selezionabili nel Draft 2024 e una scelta tra le prime dieci del primo giro. Il 25 aprile 2024 fu chiamato come sesto assoluto dai New York Giants. Il 10 maggio 2024 firmó il suo contratto da rookie: un accordo quadriennale da 29,9 milioni di dollari totalmente garantiti.
Debuttò come professionista partendo come titolare nella gara del primo turno contro i Minnesota Vikings ricevendo cinque passaggi per 66 yard dal quarterback Daniel Jones nella netta sconfitta per 28-6. Nabers segnó il suo primo touchdown su ricezione nella gara del secondo turno, la vittoria 21-18 contro i Washington Commanders. Nella gara del terzo turno, la vittoria 21-15 contro i Cleveland Browns, Nabers fece otto ricezioni per 78 yard e due touchdown diventando, all'età di 21 anni e 56 giorni, il più giovane wide receiver a segnare più touchdown in una gara, migliorando il precedente record di 21 anni e 73 giorni di Mike Evans. Nabers divenne inoltre il primo giocatore ad avere almeno 20 ricezioni, 250 yard ricevute e tre touchdown nelle sue prime tre gare in carriera. Nella gara successiva, la sconfitta 15-20 contro i Dallas Cowboys, Nabers dovette lasciare il campo per una sospetta commozione cerebrale a pochi minuti dal termine, dopo aver fatto 12 ricezioni per 115 yard. Con questa prestazione raggiunse le 35 ricezioni in totale, diventando il terzo giocatore ad aver fatto almeno 30 ricezioni nelle sue prime quattro gare in carriera, raggiungendo Puka Nacua (39 ricezioni) e Anquan Boldin (30). Nella settimana 15 segnò il primo touchdown dopo otto gare nella sconfitta contro i Baltimore Ravens. Due settimane dopo ricevette 7 passaggi per un massimo stagionale di 171 yard, con due touchdown, nella vittoria sugli Indianapolis Colts. Nell'ultimo turno, con 5 ricezioni per 64 yard e un touchdown, stabilì un nuovo record di franchigia arrivando a quota 109 ricezioni, che fu anche un record NFL per wide receiver rookie. La sua prima stagione si chiuse con 1.204 yard ricevute e 7 touchdown in 15 presenze di cui 13 come titolare, venendo convocato per il Pro Bowl al posto dell'infortunato Justin Jefferson.

## Palmarès
- Convocazioni al Pro Bowl: 1

2024
- PFWA All-Rookie Team - 2024